# Palais des sports de Marseille
Pour les articles homonymes, voir Palais des sports.
Le palais des sports de Marseille, abrégé localement en « le Palais des Sports », est situé rue Raymond-Teisseire dans le 9e arrondissement de Marseille, à proximité du stade Vélodrome. Il est inauguré le 20 décembre 1988 et le soir même se déroule la première manifestation sportive avec le match de handball opposant la France à l'Autriche. Le Palais accueille tout événement sportif mais aussi tout autre type d’événement.

## Historique

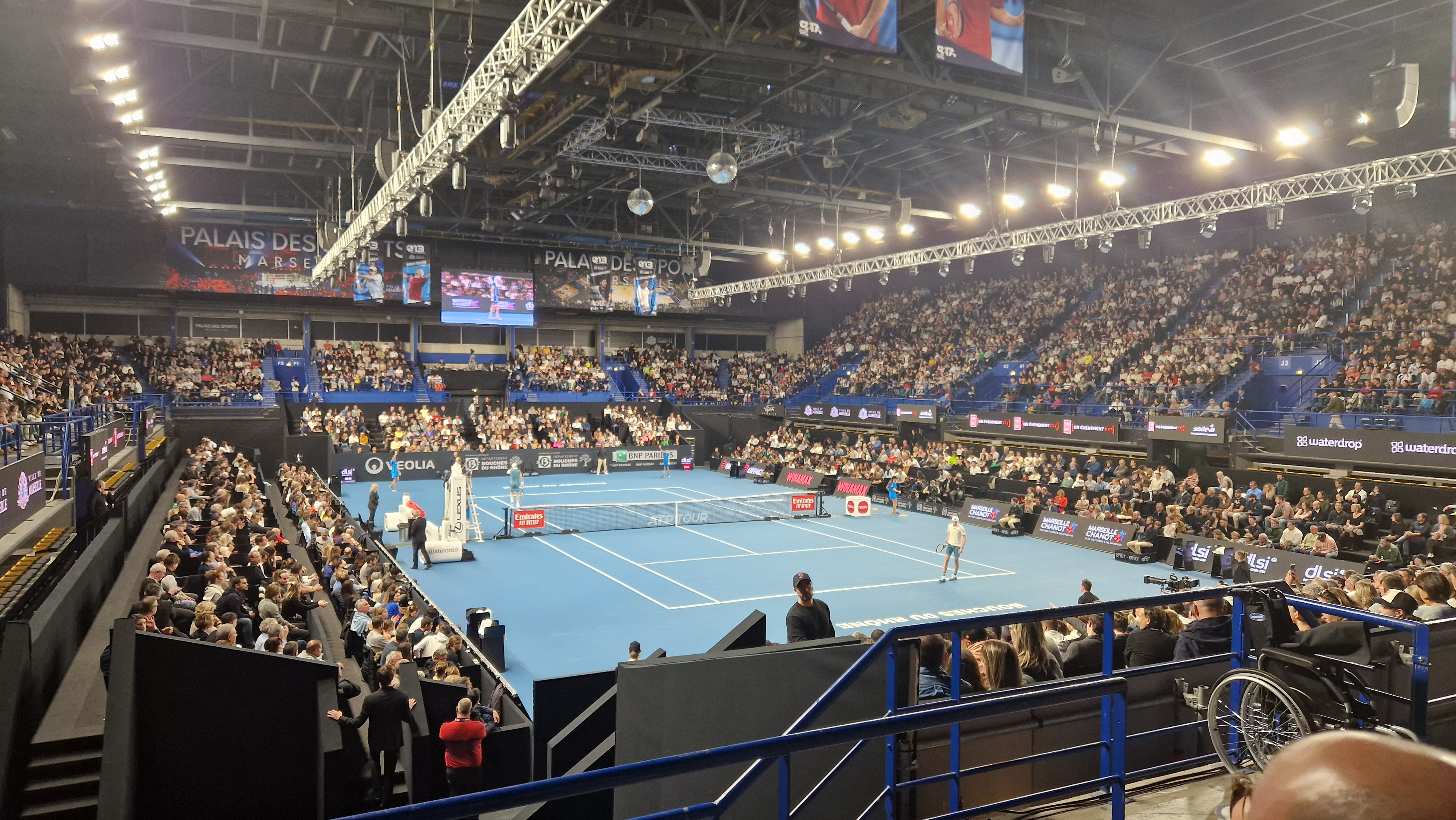
Le Palais des Sports lors de l'Open 13

### Sportif
- Basket-ball : Matchs de Fos Provence Basket
- Boxe : Titre de champion du monde (Jean-Marc Mormeck 2002 - lourds-légers WBA, Arsen Goulamirian 2018 - lourds-légers WBA)
- Escrime : Challenge Jeanty (manche de la Coupe du monde d'escrime), Championnats de France d'escrime 2009, Championnats de France d'escrime 2015
- Gymnastique : Elite Gym Massilia
- Handball : Championnat du monde masculin de handball 2001 (3 matchs), matchs de l'équipe de France (France-Autriche en 1988, France-Grèce en 1993, France-Pologne en 1994, France-Yougoslavie en 1995, France-Grèce en 2003, France-Russie en 2006), matchs de l'OM Vitrolles (Coupe d'Europe des vainqueurs de coupe 1992-1993, Coupe d'Europe des vainqueurs de coupe 1995-1996), matchs d'Istres Provence Handball
- Judo : Championnats de France de judo 2013
- Karaté : Championnats du monde de karaté juniors et cadets 2003
- Taekwondo : Championnats de France de taekwondo 2015
- Tennis : Open 13 Provence depuis 1993, Fed Cup (France-Italie en 2016)
- Volley-ball : Équipe de France féminine (France-Slovénie, France-Finlande, France-Grèce, France-Espagne dans le cadre des qualifications de la zone Europe du championnat du monde 2010)
- Étapes des Championnats du monde de x-trial
- Gymnastique: Elite Gym Massilia compétition de GAF depuis 1988[2]

### Autre
- Concert : Barbara, IAM,Noir Désir
- Politique : Jean-Marie Le Pen (grand meeting de l'entre-deux-tours de l'élection présidentielle de 2002)
- Théâtre : "La Légende Judo" par le Badaboum Théâtre en 1997[3].

## Accès
Le site est desservi par la ligne 2 du métro de Marseille, station Sainte-Marguerite Dromel.